# Part Six
Part Six war eine deutsche Boygroup, deren Mitglieder multinational waren. Die Mitglieder bewohnten gemeinsam ein Bandhaus in Wachtberg bei Bonn.

## Bandgeschichte
Die Gruppe wurde im Sommer 2006 von Matt Mockridge und Tim Niesel gegründet, später stießen Bastian Theurich, Marc Jentzen und Lemar Ali dazu. Jessie (Jesse D’Lane) wurde per Casting aus über 3000 Bewerbern ausgewählt. Das Casting wurde als Promotion von der Zeitschrift Yam! begleitet.
Bekannt wurde Part Six im September 2006 mit ihrer Single Want Ya!, einer Coverversion des schwedischen „Pop-Idol“-Zweitplatzierten Darin, die auf Anhieb in die Top 50 der deutschen Singlecharts einstieg und offizieller Titelsong der YOU-Messe 2006 wurde. Im Dezember folgte die zweite Single Drive so Far und Part Six tourte als Special Guest auf LaFees „Das-erste-Mal“-Tour durch Deutschland und Österreich. Zuvor spielte die Formation bereits eine zweimonatige Tour durch deutsche und österreichische Schulen, Einkaufszentren und Kinos.
Die Band wurde über Jugendzeitschriften wie Bravo, Yam!, Starflash, The Dome Magazine und Popcorn promotet. Ferner war Part Six in zahlreichen Fernsehsendungen, unter anderem in KI.KA LIVE, VIVA Live!, Toggo TV, The Dome, Tigerenten Club, Pokito TV und dem ZDF-Fernsehgarten zu sehen.
Anfang März 2007 entschied die Plattenfirma EMI Germany, den Plattenvertrag aus wirtschaftlichen Gründen nicht zu verlängern. Die finanziell extrem hohe Investition in das Projekt war langfristig ohne internationalen Erfolg nicht tragbar, da die gewünschten Verkaufszahlen ausblieben.
In der Folge wechselte Part Six die Mitglieder zur Hälfte aus. Ab 2009 wurden weitere Songs produziert und ein zweites Album vorbereitet. Die Band war in neuer Formation mit dem Michael-Jackson-Cover Wanna Be Starting Something unter anderem bei den Jetix Kids Awards zu sehen, weitere Auftritte folgten. Mit Jesse D’Lane verließ 2009 ein weiteres Gründungsmitglied die Gruppe, so dass nur noch zwei Sänger der Originalbesetzung dabei waren. Die nunmehr fünfköpfige Band konzentrierte sich neben dem deutschen auch auf den polnischen Markt und drehte auch das nächste Singlevideo in Warschau. Anfang 2010 folgte dann die Single The Love Is Over und die Promotion für eine zweite Albumveröffentlichung.
Im Juli 2010 kam Kenny Walter zur Band. Im August 2010 verließen Chris Wieber aus gesundheitlichen Gründen und Jeremy Williams (später bekannt als Jeremy Fragrance) aus ungenannten Gründen die Gruppe. Part Six kündigte daraufhin an in einer eigenen Castingshow in Österreich unter dem neuen Namen „Unique 5“ ein neues, fünftes Bandmitglied suchen zu wollen, was jedoch nicht mehr realisiert wurde. Im September 2010 erfolgte schließlich der letzte Liveauftritt der verbliebenen vier Bandmitglieder beim Magnifest in Braunschweig.
Ende Mai 2011 gab die Band ihre Auflösung bekannt.
Ende 2011 nahm Orry Jackson an der Casting-Show The Voice of Germany teil. Nachdem er daraufhin mehrere Anfragen von House-Projekten und DJs erhalten hatte, begann er eine Solokarriere.

## Diskografie

### Alben
- 2007: What’s That Sound
- 2010: Showtime

### Singles
- 2006: Want Ya!
- 2006: Drive so Far
- 2009: Showtime
- 2009: Calling
- 2010: The Love Is Over
- 2010: I’m in Love